# Hamburg Masters (Hockey)
Das Hamburg Masters war ein internationales Hockeyturnier für Herrennationalmannschaften. Seit der dritten Auflage 1996 fand es jährlich statt (außer 1999 und 2011). Das Turnier wurde vom Deutschen Hockey-Bund (DHB) veranstaltet. Es wurde unter verschiedenen Sponsoren-Namen ausgetragen. 1989 hieß es zunächst Panasonic Cup, ab 1997 Panasonic Masters, ab 2002 nur Hamburg Masters, ab 2008 BDO Hamburg Masters und seit 2012 ERGO Masters. Von 2012 an fand es im jährlichen Wechsel in Düsseldorf (in den geraden Jahren) und Hamburg (in den ungeraden Jahren) statt. 2018 erfolgte eine erneute Umbenennung in real HOCKEY FOUR NATIONS CUP. Danach wurde es eingestellt.
2017 fand das Turnier vom 23. bis 25. Juni In Hamburg auf der Anlage des Uhlenhorster HC statt. Teilnehmende Nationen waren neben Deutschland die Nationalteams von Spanien, Österreich und Irland. Der Turnierplan ist auf der Seite des DHB zu finden. Das zum zweiten Mal beim Masters auftretende Team der Iren gewann das Turnier in einem packenden Finalspiel gegen die deutsche Nationalmannschaft.

## Bisherige Hamburg Masters
| Jahr | Platz 1        | Platz 2                | Platz 3                | Platz 4     | Platz 5 |
| ---- | -------------- | ---------------------- | ---------------------- | ----------- | ------- |
| 1989 | BR Deutschland | Australien             | Sowjetunion            | Argentinien | Spanien |
| 1993 | Australien     | Pakistan               | Niederlande            | Deutschland |         |
| 1996 | Deutschland    | Spanien                | Australien             | Indien      |         |
| 1997 | Deutschland    | Niederlande            | Australien             | Indien      |         |
| 1998 | Deutschland    | Niederlande            | Südkorea               | Indien      |         |
| 2000 | Deutschland    | Südkorea               | Vereinigtes Königreich | Niederlande |         |
| 2001 | Deutschland    | Pakistan               | Niederlande            | Südkorea    |         |
| 2002 | Deutschland    | Argentinien            | Malaysia               | Spanien     |         |
| 2003 | Indien         | Deutschland            | Spanien                | Argentinien |         |
| 2004 | Deutschland    | Pakistan               | Argentinien            | Südkorea    |         |
| 2005 | Niederlande    | Australien             | Deutschland            | Pakistan    |         |
| 2006 | Niederlande    | Spanien                | Pakistan               | Deutschland |         |
| 2007 | Deutschland    | Spanien                | Belgien                | England     |         |
| 2008 | Deutschland    | Malaysia               | Pakistan               | Belgien     |         |
| 2009 | Australien     | Deutschland            | Niederlande            | England     |         |
| 2010 | Deutschland    | Japan                  | Niederlande            | Indien      |         |
| 2012 | Deutschland    | Belgien                | Niederlande            | Spanien     |         |
| 2013 | Deutschland    | Niederlande            | England                | Irland      |         |
| 2014 | Belgien        | Niederlande            | Deutschland            | England     |         |
| 2015 | Deutschland    | Belgien                | England                | Spanien     |         |
| 2016 | Deutschland    | Vereinigtes Königreich | Niederlande            | Belgien     |         |
| 2017 | Irland         | Deutschland            | Spanien                | Österreich  |         |
| 2018 | Deutschland    | Argentinien            | Frankreich             | Irland      |         |